# Zavrh pri Črnivcu
Zavrh pri Črnivcu – wieś w Słowenii, w gminie Kamnik. W 2018 roku liczyła 31 mieszkańców.